# 喜舎場バスストップ
喜舎場バスストップ（きしゃばバスストップ）は、沖縄県北中城村にある沖縄自動車道にあるバス停留所。那覇向けの北中城村役場側の高速バス停を利用したスマートインターチェンジも併設されている。

## バス停留所
| 系統 | 路線             | 運行会社                                | 下り線側                                                       | 下り線側             | 上り線側                           | 上り線側 |
| 系統 | 路線             | 運行会社                                | 主な経由地                                                     | 行き先               | 主な経由地                         | 行き先   |
| ---- | ---------------- | --------------------------------------- | -------------------------------------------------------------- | -------------------- | ---------------------------------- | -------- |
| 111  | 高速バス         | 琉球バス交通 沖縄バス 那覇バス 東陽バス | 沖縄自動車道・世富慶                                           | 名護BT               | 沖縄自動車道・国場・那覇BT         | 那覇空港 |
| 117  | 高速バス         | 琉球バス交通 沖縄バス 那覇バス          | 沖縄自動車道・世富慶・名護BT・記念公園前                       | ホテルオリオンモトブ | 沖縄自動車道・国場・那覇BT         | 那覇空港 |
| 113  | 具志川空港線     | 琉球バス交通                            | コザ・安慶名                                                   | 具志川BT             | 沖縄自動車道・国場・古波蔵・那覇BT | 那覇空港 |
| 123  | 石川空港線       | 琉球バス交通                            | コザ・知花・栄野比・赤崎                                       | 東山駐車場           | 沖縄自動車道・国場・古波蔵・那覇BT | 那覇空港 |
| 127  | 屋慶名（高速）線 | 沖縄バス                                | コザ・安慶名                                                   | 屋慶名BT             | 沖縄自動車道・国場・古波蔵         | 那覇BT   |
| 888  | 空港線           | やんばる急行バス                        | 沖縄自動車道・世富慶・名護市役所前・記念公園前・今帰仁城跡入口 | 運天港               | 沖縄自動車道・おもろまち・県庁北口 | 那覇空港 |

前後のバス停
- 中城BS - 喜舎場BS - 山里BS

## 喜舎場スマートインターチェンジ
喜舎場スマートインターチェンジ（きしゃばスマートインターチェンジ）は、沖縄自動車道の喜舎場バスストップ上に併設されているスマートインターチェンジである。
- 運用時間：6:00 - 22:00[1]

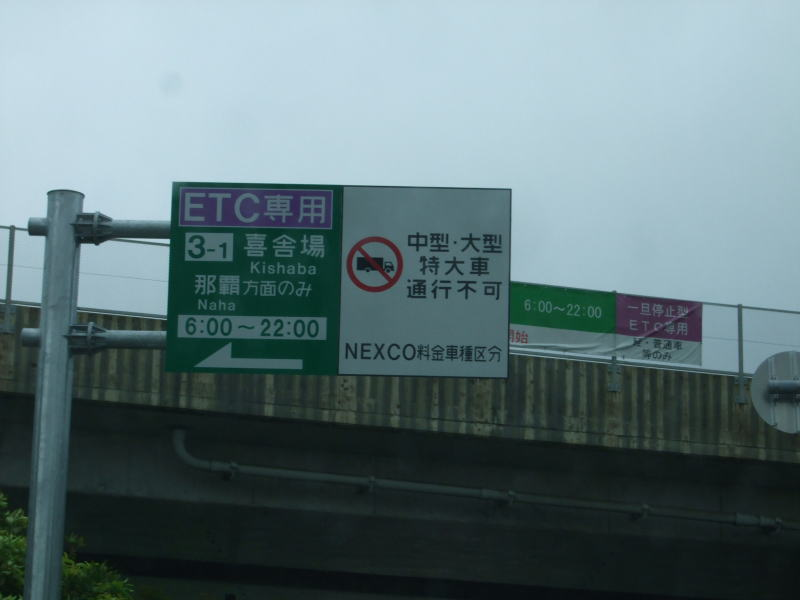
スマートインターチェンジの案内板

- 対応車種：ETC車載器を搭載した普通自動車・軽自動車のみ。特大車、大型車、中型車、牽引車は利用できない[1]。
- 利用方向：那覇方面入口のみ[1]

### 歴史
- 2006年（平成18年）11月25日 - 2007年（平成19年）3月31日：当スマートICの社会実験が実施される[2]。
- 2007年（平成19年）10月27日：当スマートICの本格供用を開始[1]。

### 周辺
- 北中城村役場

### 接続する道路
- 直接接続
  - 北中城村道安谷屋・喜舎場129号線

- 間接接続
  - 沖縄県道81号宜野湾北中城線

## 隣
E58 沖縄自動車道
(3) 北中城IC - (3-1) 喜舎場BS/SIC - 山里BS - (4) 沖縄南IC